# Emile Delperée

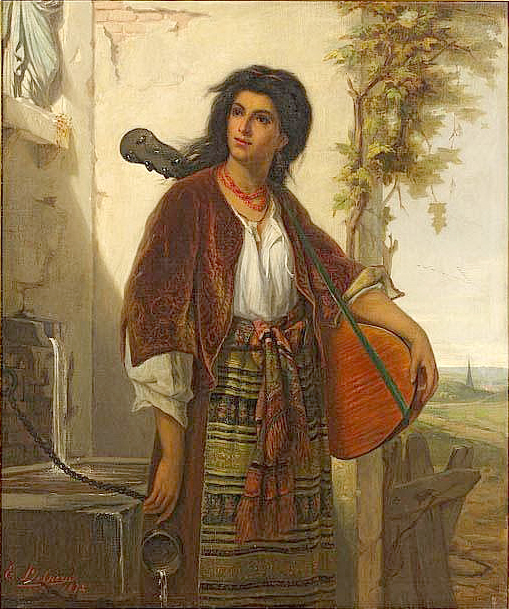
Spanische Musikerin

Emile Delperée (* 15. September 1850 in Huy; † 9. November 1896 in Esneux) war ein belgischer Genre- und Historienmaler sowie Kunstpädagoge.
Geboren als Emile Daxhelet, Sohn von Pierre-Emanuel Daxhelet und in Kindheit verwaist, wurde er im Alter von sieben Jahren von der Familie Delperée adoptiert und trug seitdem deren Nachnamen.
Delperée studierte in Lüttich an der Académie royale des beaux-arts de Liège bei August Chauvin und Charles Soubre.
Er heiratete die Tochter seines Professors Soubre. Am 11. Februar 1885 wurde er zum Professor der Malerei an der Lütticher Kunstakademie berufen.
1886 schuf er die Wandmalereien in der Wandelhalle des Justizpalastes von Lüttich, 1888 im großen Treppenhaus des Provinzpalastes von Lüttich.